# Mordechaj Anielewicz
Mordechaj Anielewicz (jid. ‏מרדכי אניעלעוויטש‎, pseudonimy: Marian, Malachi, Aniołek; ur. 1919 w Wyszkowie, zm. 8 maja 1943 w Warszawie) – polski działacz młodzieżowy i konspiracyjny pochodzenia żydowskiego, dowódca Żydowskiej Organizacji Bojowej (ŻOB), przywódca powstania w getcie warszawskim.

## Życiorys
Był synem Abrama i Cyrli z domu Zandram. Kiedy miał kilka lat, rodzina Anielewiczów przeprowadziła się z Wyszkowa do Warszawy. Jego ojciec prowadził sklep na Solcu.
Uczył się w prywatnym hebrajskim męskim Gimnazjum Towarzystwa „Laor” („Ku światłu”) przy ul. Nalewki 2a. Dzięki bardzo dobrym wynikom w nauce był zwolniony z czesnego. Zdał maturę w 1938.
W 1933 wstąpił do prawicowej organizacji młodzieżowej Betar. Od 1934 należał do lewicowo-syjonistycznej organizacji skautowskiej Ha-Szomer Ha-Cair. Od 1937 był dowódcą oddziału (gdudu) hufca „Bechazit” i członkiem komendy warszawskiej, a w 1939 wszedł do Komendy Naczelnej. W latach 1936–1938 organizator samoobrony przeciwko antysemickim akcjom ONR, a także przeciwko nacjonalistom żydowskim.
W czasie kampanii wrześniowej wraz z kolegami z organizacji Ha-Szomer Ha-Cair usiłował przedostać się do Rumunii, jednak został zatrzymany przez przedstawicieli radzieckich władz. Powrócił do Warszawy po kapitulacji miasta, a pod koniec 1939 wyjechał na kilka tygodni do Wilna. Po powrocie do Warszawy kontynuował działalność w Ha-Szomer Ha-Cair. Włączył się także do redagowania pisma Neged Hazerem (pol. Pod prąd), w działalność samokształceniową młodych Żydów oraz był instruktorem w kibucu przy ul. Nalewki 23. Przyjaźnił się z Emanuelem Ringelblumem.
Był lubiany przez kolegów; wzbudzał zaufanie skromnością, opanowaniem i wnikliwością. Wyróżniał się zaangażowaniem i zdolnościami organizacyjnymi. Był również uzdolnionym dziennikarzem.
W marcu 1942 w getcie warszawskim zaczął współorganizować żydowski Blok Antyfaszystowski. Blok był organizacją działającą w gettach Generalnego Gubernatorstwa i Śląska. W 1942 organizował grupy samoobrony Żydów w Będzinie i Sosnowcu. Wrócił do Warszawy jesienią 1942, już po zakończeniu wielkiej akcji deportacyjnej do Treblinki.
Od października 1942 komendant Żydowskiej Organizacji Bojowej. Był m.in. współorganizatorem udanego zamachu dokonanego 29 października 1942 na zastępcę komendanta Żydowskiej Służby Porządkowej Jakuba Lejkina (chociaż osobiście nie wziął w nim udziału).
W dniach 18–21 stycznia 1943 kierował pierwszą zbrojną samoobroną w getcie warszawskim, która doprowadziła do przerwania drugiej niemieckiej akcji deportacyjnej do Treblinki (tzw. akcji styczniowej); m.in. oddział dowodzony przez Anielewicza wmieszał się w kolumnę Żydów prowadzonych na Umschlagplatz i na dany przez niego sygnał, na rogu ulic Zamenhofa i Niskiej, zaatakował niemieckich konwojentów. Większość żydowskich bojowców zginęła, jednak kilkudziesięciu Żydom prowadzonym na Umschlagplatz udało się zbiec. Walki w styczniu wzmocniły pozycję i autorytet Anielewicza jako dowódcy ŻOB. Był zwolennikiem porozumienia z Żydowskim Związkiem Wojskowym.
19 kwietnia 1943 Mordechaj Anielewicz stanął na czele powstania w getcie warszawskim. Zginął 8 maja 1943 wraz z członkami dowództwa ŻOB w otoczonym przez Niemców bunkrze przy ul. Miłej 18. Dokładne okoliczności jego śmierci nie są znane. W bunkrze znajdowało się w tym czasie ok. 120 powstańców, w tym jego dziewczyna Mira Fuchrer. Wielu z nich na wezwanie Arie Wilnera popełniło samobójstwo.
Według Tosi Altman Anielewicz był przeciwny samobójstwu – uważał, że jeżeli istnieje przynajmniej cień nadziei na wytrwanie w bunkrze do wieczora, należało podjąć taką próbę.

## Odznaczenia
- Krzyż Wielki Orderu Odrodzenia Polski (pośmiertnie, 2023)[19].
- Order Krzyża Grunwaldu III klasy – 18 kwietnia 1945 (pośmiertnie rozkazem ND WP)[20]
- Krzyż Walecznych – 25 lipca 1944 (pośmiertnie rozkazem L.400/BP KG AK)

## Upamiętnienie
- Jeszcze w trakcie wojny jego imieniem nazwano oddział partyzancki Gwardii Ludowej utworzony z uczestników powstania w getcie warszawskim.
- W 1955 dawnej ulicy Gęsiej w Warszawie nadano nazwę ul. Mordechaja Anielewicza[21].
- W 1993 został wybity medal z podobizną Mordechaja Anielewicza o treści Powstanie w getcie warszawskim 1943 – 1993, wydany przez Mennicę Państwową, a zaprojektowany przez Tadeusza Tchórzewskiego[22].
- Mordechaj Anielewicz został upamiętniony jednym z kamiennych bloków warszawskiego Traktu Pamięci Męczeństwa i Walki Żydów znajdującym się przy ulicy Dubois. Jego nazwisko widnieje także na obelisku znajdującym się u podnóża upamiętnienia przy dawnej ulicy Miłej 18, nazywanego Kopcem Anielewicza.
- 8 maja 2003, w 60. rocznicę śmierci, w Wyszkowie, na skwerze Berka Joselewicza, w pobliżu miejsca gdzie stał dom, w którym urodził się Anielewicz, odsłonięto pomnik składający się z trzech tablic z napisami w językach polskim, hebrajskim i angielskim. W uroczystości odsłonięcia monumentu uczestniczyli m.in. Marek Edelman i Władysław Bartoszewski[2].
- Imię Anielewicza nosi kibuc Jad Mordechaj w Izraelu, powstały w 1943 (w brytyjskiej Palestynie), oraz założone w 1990 przy Uniwersytecie Warszawskim (od 2001 działające jako zakład w Instytucie Historycznym UW) Centrum Badania i Nauczania Dziejów i Kultury Żydów w Polsce im. Mordechaja Anielewicza.
- W Amsterdamie w zachodniej części miasta (Osdorp- De Aker) znajduje się ulica o nazwie Anielewiczsingel.